# Relationer mellan Finland och Myanmar
Relationer mellan Finland och Myanmar upprättades på diplomatisk nivå 21 juni 1954, samma dag som Finland erkände dåvarande Burma.
Våren 2015 beviljades 1 miljon euro i humanitärt bistånd till Myanmar. Finland har den 17 augusti 2015 beviljat 400 000 euro för att hjälpa offren för översvämningarna och jordskred i Myanmar.
Finland har vissa sanktioner mot Myanmar, bland annat gällande vapen.